# Musikjahr 1930
Liste der Musikjahre

◄◄ | ◄ | 1926 | 1927 | 1928 | 1929 | Musikjahr 1930 | 1931 | 1932 | 1933 | 1934 | ► | ►►

Weitere Ereignisse · Country-Musik
Dieser Artikel behandelt das Musikjahr 1930.

Ich bin von Kopf bis Fuß auf Liebe eingestellt auf Electrola, aufgenommen in der Singakademie (1930)

Jack Hylton Orchestra – Body and Soul (1930)

Hoagy Carmichael & Orchestra – Georgia on My Mind (1930)

## Ereignisse
- 16. Februar: Nicolas Slonimsky dirigiert die Uraufführung von Charles Ives’ Three Places in New England.
- 17. Februar: Der Technicolor-Musikfilm The Vagabond King erscheint. Dennis King spielt in diesem Film seine ursprüngliche Londoner und Broadway-Bühnenrolle als Villon nach und nimmt zwei Songs aus dem Film für Victor Records auf.
- 01. April: Brunswick-Balke-Collender verkauft Brunswick Records an Warner Brothers, die hoffen, dass sie durch diesen Schritt größere Gewinne mit ihren Musicals erzielen können, indem sie vom Verkauf von Schallplatten profitieren. Sie erwerben außerdem vier Musikverlage, die Notenblätter verkaufen.
- 10. Mai: Der erste Film des Metropolitan-Opera-Baritons Lawrence Tibbett, The Rogue Song, ein aufwendiges Technicolor-Musical, erscheint und erhält begeisterte Kritiken. Lawrence Tibbett nimmt die Lieder, die er im Film gesungen hat, für Victor Records auf.
- 10. Mai: Die Filmversion des Bühnenhits Hold Everything erscheint. Winnie Lightner und Joe E. Brown spielen die Hauptrollen in diesem Technicolor-Musical, das begeisterte Kritiken erhält. Der Filmsong When the Little Red Roses Get the Blues for You wird zum Hit. Al Jolson nimmt dieses Lied aus dem Film für Brunswick Records auf.
- 25. Mai: Der Technicolor-Musicalfilm The Song of the Flame, der auf dem gleichnamigen Broadway-Musical von 1925 basiert, erscheint und erhält begeisterte Kritiken. Der Film mit Noah Beery und Bernice Claire ist für einen Oscar in der Kategorie Beste Tonaufnahme nominiert. Noah Beery nimmt sein Lied aus dem Film für Brunswick Records auf.
- 24. August: Das Festival Puccini wird in Torre del Lago erstmals veranstaltet.
- 09. Oktober: Bing Crosby macht seine erste Aufnahme mit dem Gus Arnheim Orchester als Solosänger. Seine Singstimme, ein tiefer Bariton, wird zu einer Sensation und wird nach und nach die Standard-Tenorstimme verdrängen, die in den 1920er Jahren den Gesang der Popmusik geprägt hatte.
- 31. Oktober: In Bielefeld wird die Rudolf-Oetker-Halle eingeweiht, für die der Wiener Große Musikvereinssaal Pate gestanden hat.
- 13. Dezember: Ernest Ansermet dirigiert die Weltpremiere von Strawinskys Psalmensinfonie in Brüssel.
- 13./14. Dezember: Uraufführung von Bertolt Brechts Lehrstück Die Maßnahme mit Musik von Hanns Eisler.
- 31. Dezember: Die Plattenverkäufe gingen im Vergleich zu 1929 um 50 Prozent zurück.
- Das BBC Symphony Orchestra wird in London gegründet.
- Das Lied Body and Soul wird von Johnny Green in New York City für die britische Schauspielerin Gertrude Lawrence geschrieben, mit Liedtexten von Edward Heyman, Robert Sour und Frank Eyton. Lawrence tritt erstmals damit in London auf (wo er auch veröffentlicht wird). Libby Holman singt es in der Broadway-Revue Three’s a Crowd in den Vereinigten Staaten ein und Louis Armstrong ist der erste Jazzmusiker, der es aufnimmt. Bis Ende des Jahres gibt es mindestens elf Aufnahmen und es wird zu einem häufig aufgenommenen Jazzstandard.
- Für die Verfilmung des Musicals Whoopee! von 1930 komponiert Walter Donaldson mit einem Text von Gus Kahn den Ragtime-Foxtrott My Baby Just Cares for Me, der sich zum Jazzstandard entwickelt.

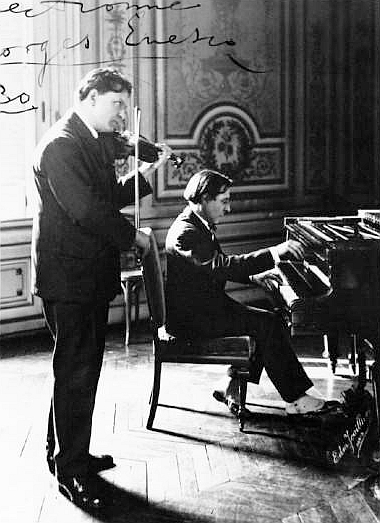
George Enescu und Alfred Cortot (1930)

## Instrumentalmusik (Auswahl)
- Béla Bartók: Cantata profana – Die Zauberhirsche für Tenor, Bariton, Doppelchor und Orchester.
- August Enna: Sinfonische Fantasie
- Maria Herz: Streichquartett op. 6 Uraufführung am 24. März in Berlin
- Gustav Holst: Hammersmith Prelude and Scherzo, op. 52
- Erich Wolfgang Korngold: Suite für 2 Violinen, Cello und Klavier für die linke Hand allein op. 23.
- Carl Nielsen: Amor og Digteren (Amor und der Dichter) op. 54; Klavermusik for Smaa og Store (Klaviermusik für jung und alt) op. 53; Zwei Präludien (Orgel)
- Sergei Sergejewitsch Prokofjew:  Streichquartett Nr. 1; 4. Sinfonie
- Maurice Ravel: Klavierkonzert D-Dur für die linke Hand
- Ottorino Respighi: Metamorphoseon, Modi XII; Lauda per la natività del signore für gemischten Chor, Soli und Orchester.
- Igor Strawinsky: die Psalmensinfonie (1949 überarbeitet)
- Ralph Vaughan Williams: Job: A Masque for Dancing (Balletmusik); Hymn Tune Prelude on Gibbons’ Song 13 (Klaviermusik)

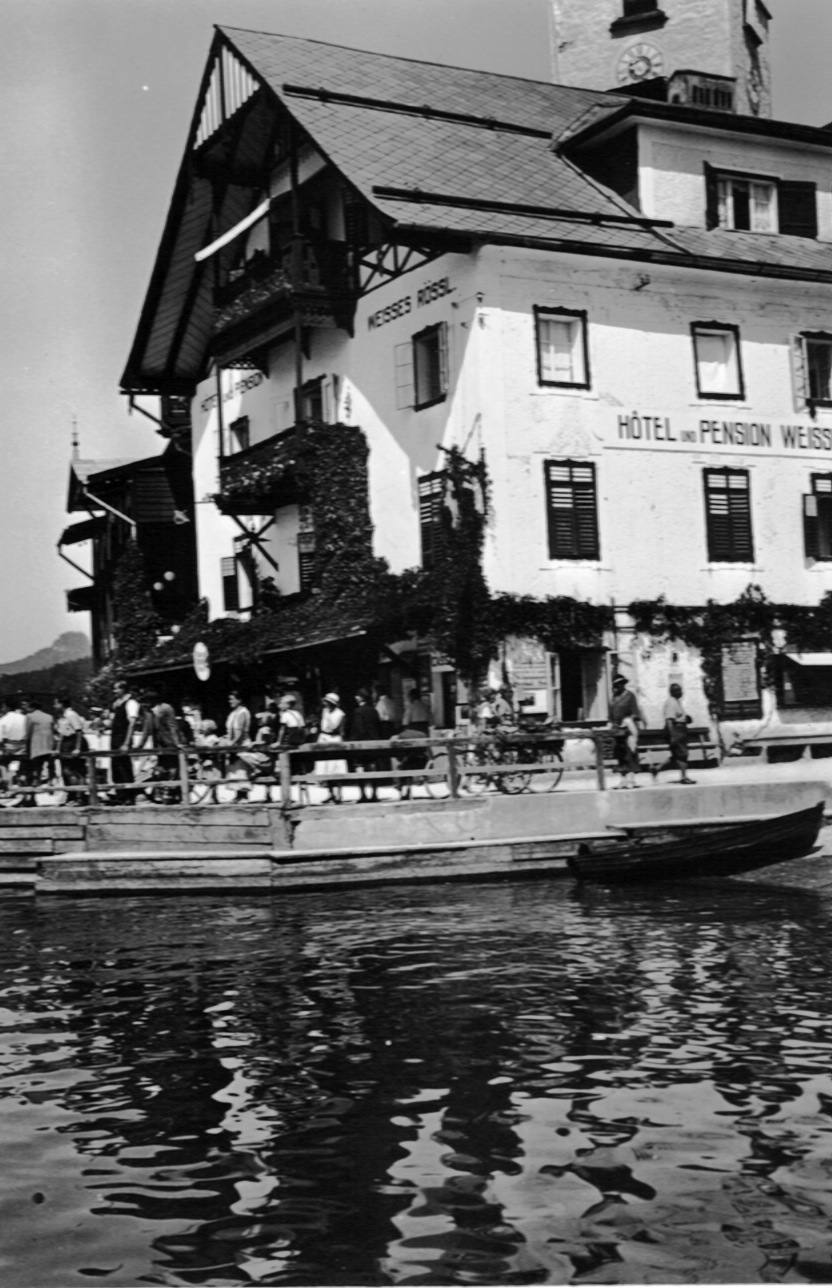
Das Weiße Rößl am Wolfgangsee zur Zeit der Entstehung des Singspiels Im weißen Rößl

## Musiktheater
- 06. Januar: Uraufführung der komischen Oper Le Roi d’Yvetot von Jacques Ibert an der Opéra-Comique in Paris
- 14. Januar: Uraufführung des Musicals Strike Up the Band von George Gershwin am Times Square Theatre in New York
- 08. Februar: Uraufführung der Operette Der Tenor der Herzogin von Eduard Künneke am Neuen Deutschen Theater in Prag
- 21. Februar: Uraufführung der Operette Viktoria und ihr Husar von Paul Abraham in Budapest
- 07. März: Uraufführung der Operette Der doppelte Bräutigam von Walter Kollo im Theater am Schiffbauerdamm, Berlin
- 09. März: In Leipzig findet die Uraufführung der Oper Aufstieg und Fall der Stadt Mahagonny von Kurt Weill und Bertolt Brecht statt. Im Zuschauerraum kommt es zu von Mitgliedern der NSDAP geförderten tumultartigen Szenen und das Stück kann nur unter Schwierigkeiten zu Ende gespielt werden.
- 29. März: Uraufführung des Musikalischen Lustspiels Meine Schwester und ich am Berliner Komödienhaus von Ralph Benatzky.
- 05. April: Uraufführung der Operette Majestät läßt bitten von Walter Kollo an der Komischen Oper in Berlin.
- 12. April: Die Oper Z Mrtvého Domu (Aus einem Totenhaus) von Leoš Janáček wird in Brünn uraufgeführt. Es handelt sich dabei um eine Bearbeitung der Erzählung Aufzeichnungen aus einem Totenhaus von Fjodor Dostojewski.
- 03. Oktober: Uraufführung der dramatischen Kantate Vom Fischer und syner Frau von Othmar Schoeck an der Staatsoper in Dresden
- 14. Oktober: Uraufführung des Musicals Girl Crazy von George Gershwin am Alvin Theatre in New York
- 08. November: Uraufführung des Singspiels Im weißen Rößl von Ralph Benatzky im Großen Schauspielhaus in Berlin
- 09. November: Uraufführung der Oper Soldaten von Manfred Gurlitt in Düsseldorf
- 29. November: Uraufführung der romantischen Oper Morana von Jakov Gotovac in Brünn
- 03. Dezember: Uraufführung der Operette Schön ist die Welt von Franz Lehár am Metropol-Theater in Berlin
- 10. Dezember: Uraufführung der Oper Fremde Erde von Karol Rathaus (Musik) mit einem Libretto von Kamilla Pálffy-Waniek in der Staatsoper Unter den Linden in Berlin
- 12. Dezember: Uraufführung der Operette Les Aventures du Roi Pausole von Arthur Honegger am Théâtre des Bouffes-Parisiens in Paris
- 26. Dezember: Uraufführung der Operette Der verlorene Walzer von Robert Stolz in Dresden.

Weitere Bühnenwerksuraufführungen
- Emmerich Kálmán: Das Veilchen vom Montmartre (Operette)
- Robert Stolz: Peppina (Operette)
- Leo Ascher: Frühling im Wienerwald (Operette)
- Ralph Benatzky: Cocktail (Musikalisches Lustspiel)
- Eugen d’Albert: Die Witwe von Ephesos, (Oper, komponiert 1930 aber nicht aufgeführt)

## Film

### Filmmusik (Auswahl)
- William Axt: Venus auf Reisen
- Ralph Benatzky und Franz Grothe: Die letzte Kompagnie
- Franz Grothe: Tingeltangel
- Werner Richard Heymann: Du bist das süßeste Mädel der Welt; Die Drei von der Tankstelle
- Walter Kollo: Chacun sa chance
- Paul Abraham: Die singende Stadt

### Musikfilme (Auswahl)
- Madam Satan – US-amerikanische Musical-Screwball-Komödie von Cecil B. DeMille mit Kay Johnson und Reginald Denny in den Hauptrollen

## Neuveröffentlichungen (Auswahl)

### Lieder und Kompositionen
| Lied                                           | Text                          | Musik                                   | Erstinterpret      | Label        | Veröffentlichung | Genre              | Weitere Informationen                                            |
| ---------------------------------------------- | ----------------------------- | --------------------------------------- | ------------------ | ------------ | ---------------- | ------------------ | ---------------------------------------------------------------- |
| Body and Soul                                  | John W. Green                 | Edward Heyman, Frank Eyton, Robert Sour | Pat O’Malley       | RCA Victor   | 14. Februar 1930 | Jazz               | Jazzstandard                                                     |
| Ein Freund, ein guter Freund                   | Werner Richard Heymann        | Robert Gilbert                          |                    |              | 1930             | Schlager, Filmsong | für die Tonfilm-Operette Die Drei von der Tankstelle geschrieben |
| Ich bin von Kopf bis Fuß auf Liebe eingestellt | Friedrich Hollaender          | Friedrich Hollaender                    | Marlene Dietrich   |              | 1930             | Filmsong           | für den Film Der blaue Engel komponiert                          |
| Sitting on Top of the World                    | Walter Vinson, Lonnie Chatmon |                                         | Mississippi Sheiks | Okeh Records | 1930             | Blues              |                                                                  |

## Geboren

### Januar
- 01. Januar: Werner Heider, deutscher Komponist, Pianist und Dirigent
- 01. Januar: Rudolf Kassühlke, deutscher Geistlicher, Missionar, Kirchenlieddichter und Bibelübersetzer († 2001)

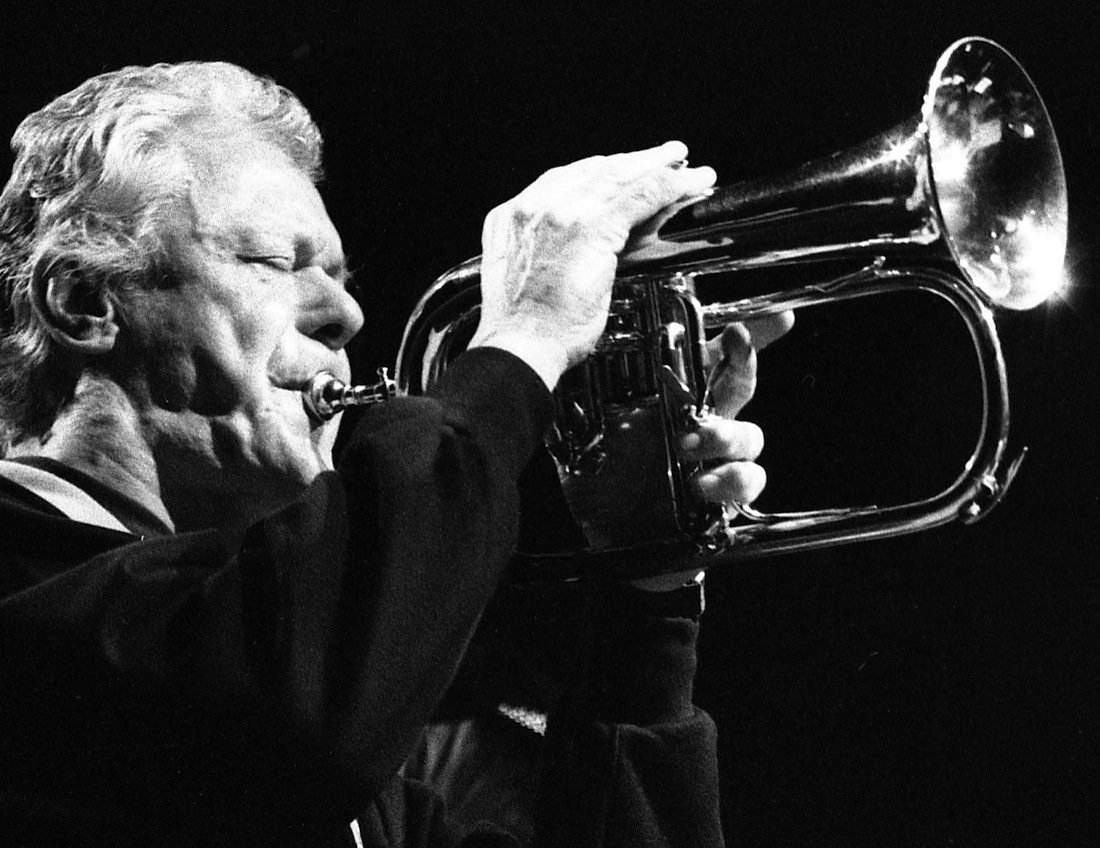
Ack van Rooyen; * 1. Januar

- 01. Januar: Ack van Rooyen, niederländischer Jazz-Trompeter († 2021)
- 02. Januar: Manuel Marino Miniño, dominikanischer Komponist, Dirigent und Musikpädagoge († 1996)
- 03. Januar: Ray Barra, US-amerikanischer Balletttänzer, -meister und -direktor († 2025)
- 04. Januar: Christoph Albrecht, deutscher Organist, Dirigent und Komponist († 2016)

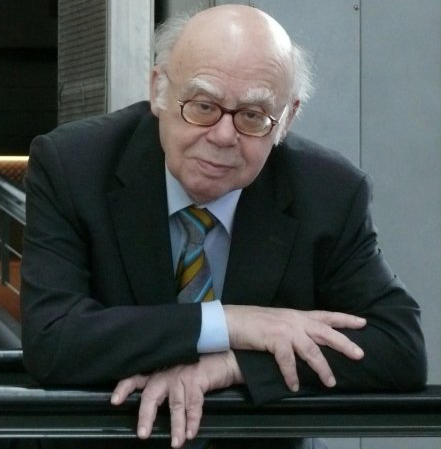
Constantin Floros; * 4. Januar

- 04. Januar: Constantin Floros, griechisch-deutscher Musikwissenschaftler
- 05. Januar: Barbara Koerppen, deutsche Geigerin und Hochschullehrerin († 2023)
- 05. Januar: Hugh McLean, kanadischer Organist, Pianist, Cembalist, Musikpädagoge und -wissenschaftler († 2017)
- 06. Januar: Rafael Velásquez, venezolanischer Trompeter und Flügelhornist († 2009)
- 08. Januar: Dim Kesber, niederländischer Musiker des traditionellen Jazz und Chemiker († 2013)
- 12. Januar: Glenn Yarbrough, US-amerikanischer Sänger († 2016)
- 13. Januar: Bobby Lester, US-amerikanischer Sänger († 1980)
- 14. Januar: Jürgen Feindt, deutscher Tänzer und Schauspieler († 1978)

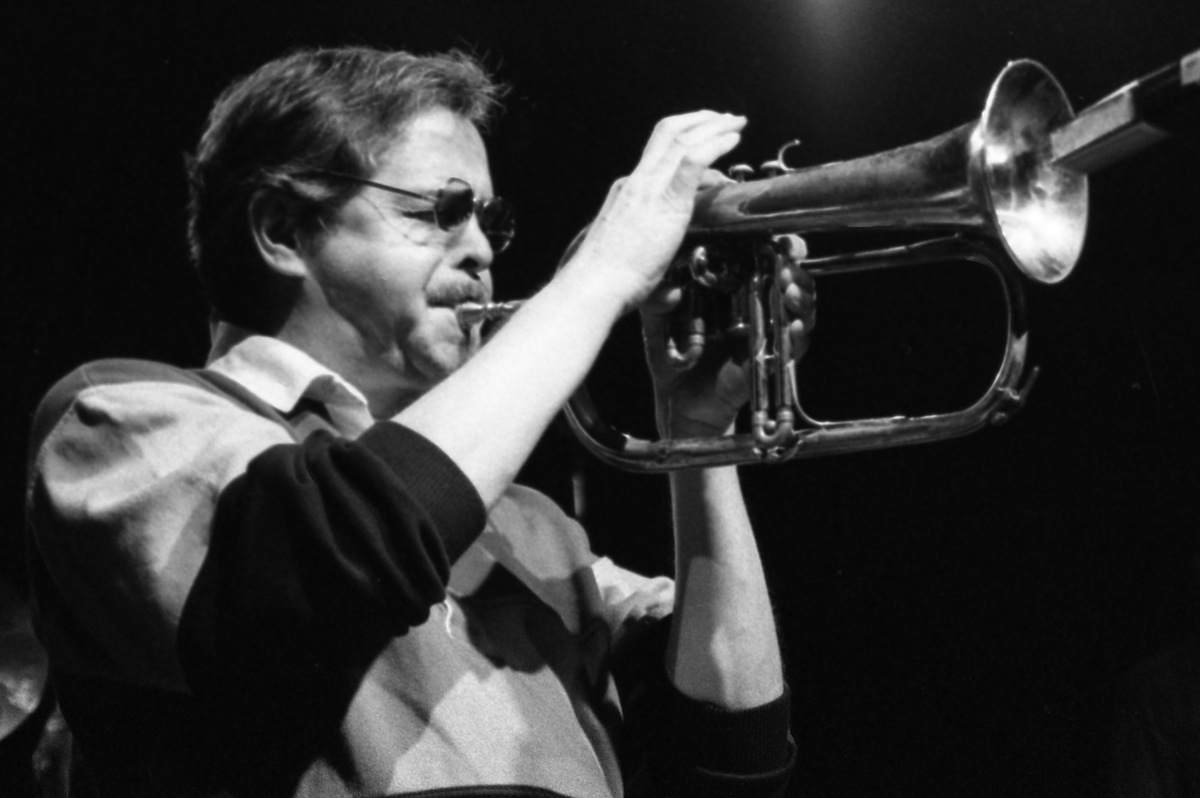
Kenny Wheeler; * 14. Januar

- 14. Januar: Kenny Wheeler, kanadischer Jazzmusiker († 2014)
- 15. Januar: Michel Chapuis, französischer Organist († 2017)
- 15. Januar: Earl Hooker, US-amerikanischer Bluesmusiker († 1970)
- 22. Januar: Günter Maurischat, deutscher Organist, Kantor, Pädagoge und Komponist († 2011)
- 22. Januar: Ben Steinberg, kanadischer Komponist, Dirigent, Organist und Musikpädagoge († 2023)
- 23. Januar: Manfred Schenk, deutscher Opern- und Konzertsänger († 1999)
- 27. Januar: Bobby Bland, US-amerikanischer Blues- und Soulsänger († 2013)
- 28. Januar: Jasraj, indischer klassischer Sänger († 2020)
- 28. Januar: Luis de Pablo, spanischer Komponist und Musikpädagoge († 2021)
- 29. Januar: Derek Bailey, englischer Gitarrist und Improvisationskünstler († 2005)
- 30. Januar: Usko Meriläinen, finnischer Komponist und Dirigent († 2004)

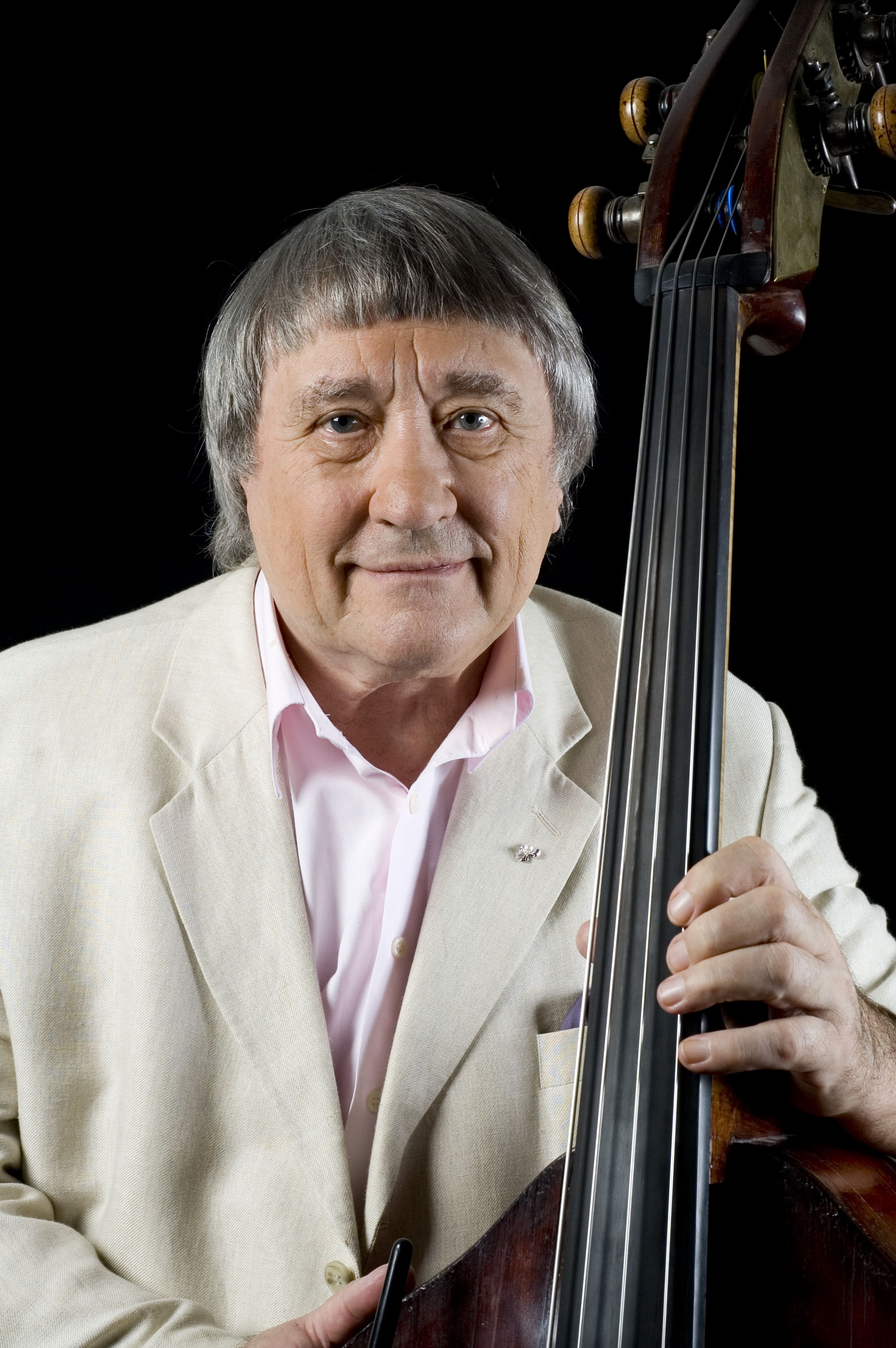
Friedrich Witt; * 31. Januar

- 31. Januar: Friedrich Witt, deutscher Kontrabassist († 2015)

### Februar
- 02. Februar: Miroslav Raichl, tschechischer Komponist und Musikpädagoge († 1998)
- 02. Februar: Reiner Süß, deutscher Kammersänger und Entertainer († 2015)
- 03. Februar: Robert Banks, US-amerikanischer Blues-, Gospel- und Jazzmusiker (Piano, Orgel, Arrangement)
- 05. Februar: Don Goldie, US-amerikanischer Jazz- und Unterhaltungsmusiker († 1995)
- 06. Februar: Sebastian Barbu-Bucur, rumänischer Byzantinologe, Theologe, Hochschullehrer und Komponist († 2015)
- 06. Februar: Alexander Pirumow, armenisch-russischer Komponist und Musikpädagoge († 1995)
- 08. Februar: Manuel Castillo, spanischer Komponist († 2005)
- 08. Februar: Diana Petrynenko, ukrainische Sängerin († 2018)
- 08. Februar: Frank Shea, US-amerikanischer Schlagzeuger († 2024)
- 09. Februar: Emil Petrovics, ungarischer Komponist († 2011)
- 10. Februar: Raimar Kannengießer, deutscher Kirchenmusiker, Chorleiter, Organist, Cellist, Gambist und Komponist († 2024)
- 13. Februar: Ulrich Gohl, württembergischer evangelischer Pfarrer, Komponist und Dichter biblischer Singspiele († 2015)
- 20. Februar: Pierre Gabaye, französischer Komponist († 2019)
- 21. Februar: Eddie de Haas, niederländisch-US-amerikanischer Jazzmusiker († 2022)
- 22. Februar: Alfredo Sadel, venezolanischer Sänger und Schauspieler († 1989)
- 23. Februar: Sales Kleeb-Häfliger, Schweizer Komponist, Musikpädagoge, Dirigent und Kulturvermittler († 2025)
- 25. Februar: Rudolf Bockholdt, deutscher Musikwissenschaftler († 2007)
- 26. Februar: Lasar Berman, russischer Pianist († 2005)

### März
- 01. März: Pierre-Max Dubois, französischer Komponist († 1995)
- 01. März: Gagik Howunz, armenisch-sowjetischer Komponist und Pädagoge († 2019)

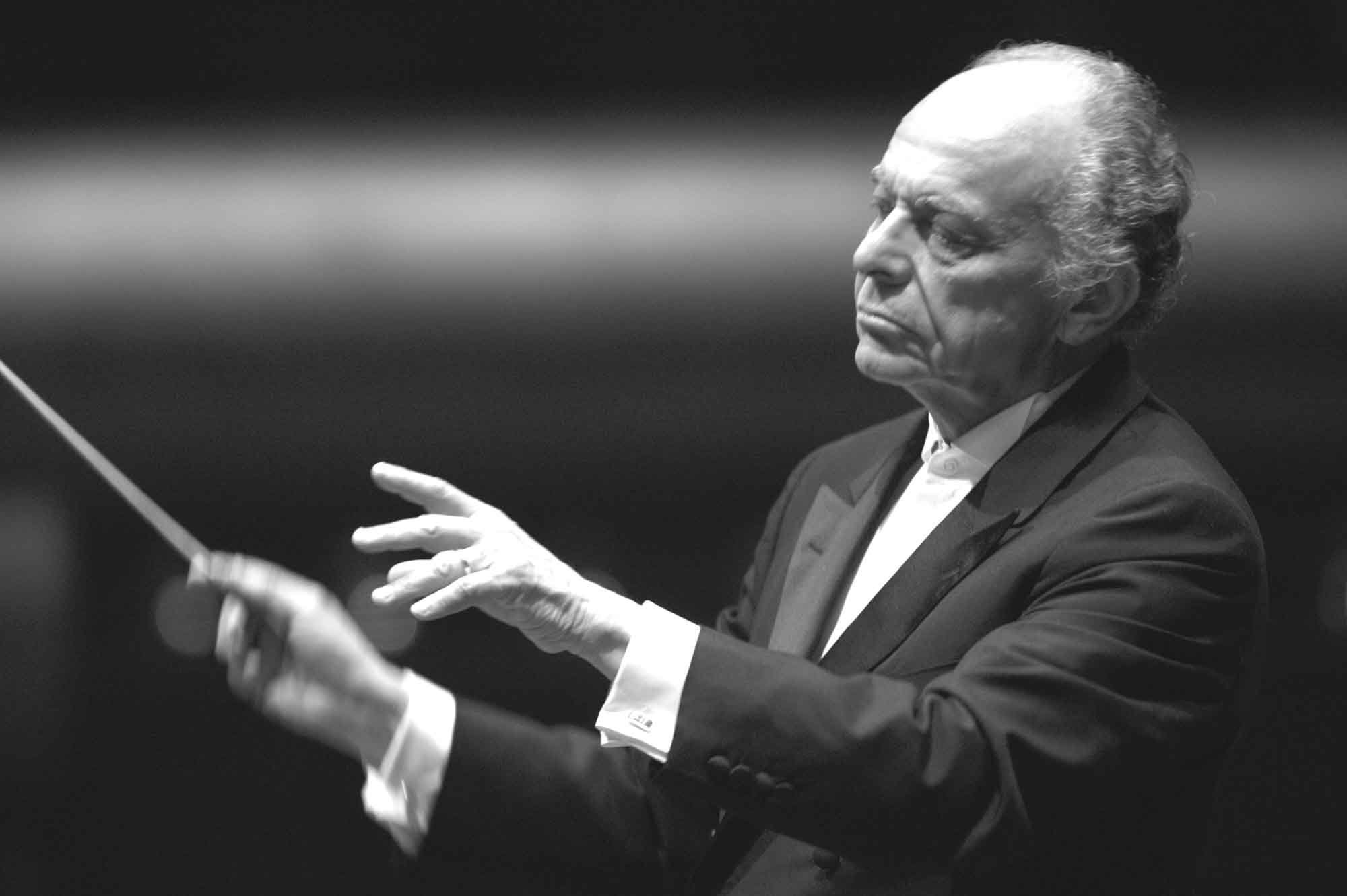
Lorin Maazel; * 6. März

- 06. März: Lorin Maazel, US-amerikanischer Dirigent († 2014)
- 08. März: Lonny Kellner, deutsche Schauspielerin und Sängerin († 2003)
- 09. März: Vic Ash, britischer Jazz-Klarinettist und Saxophonist († 2014)

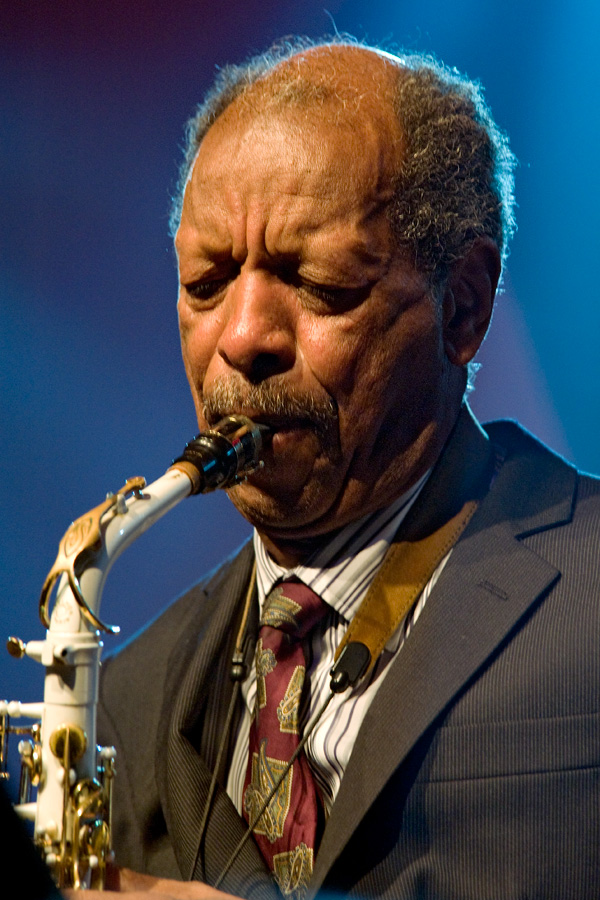
Ornette Coleman; * 9. März

- 09. März: Ornette Coleman, amerikanischer Jazzmusiker († 2015)
- 09. März: Taina Elg, finnisch-amerikanische Tänzerin und Schauspielerin
- 09. März: Fritz Rau, deutscher Konzert- und Tourneeveranstalter († 2013)
- 09. März: Thomas Schippers, US-amerikanischer Dirigent († 1977)
- 10. März: Ronny, deutscher Schlagersänger, Komponist und Produzent († 2011)
- 11. März: Anneke Uittenbosch, niederländische Cembalistin († 2023)
- 12. März: Hans Hammerschmid, österreichischer Komponist, Arrangeur, Pianist und Dirigent († 2024)
- 14. März: Dieter Schnebel, deutscher Komponist († 2018)
- 15. März: Alba Arnova, italienische Ballerina und Filmschauspielerin († 2018)
- 16. März: Tommy Flanagan, US-amerikanischer Jazzpianist († 2001)
- 16. März: Ellen Tiedtke, deutsche Schauspielerin, Kabarettistin und Sängerin († 2022)
- 17. März: Paul Horn, US-amerikanischer Jazzmusiker († 2014)
- 18. März: Maurice Peress, US-amerikanischer Dirigent († 2017)
- 20. März: Leila Negra, deutsche Schlagersängerin und Schauspielerin († 2025)
- 21. März: Otis Spann, US-amerikanischer Blues-Pianist († 1970)
- 22. März: Stephen Sondheim, US-amerikanischer Musicalkomponist und -texter († 2021)
- 24. März: Cristóbal Halffter, spanischer Komponist († 2021)
- 27. März: Daniel Spoerri, rumänisch-schweizerischer Tänzer, Künstler und Regisseur († 2024)
- 28. März: Bill Anthony, US-amerikanischer Jazz-Bassist
- 28. März: Robert Ashley, US-amerikanischer Komponist († 2014)
- 28. März: Elizabeth Bainbridge, britische Opernsängerin († 2024)
- 30. März: Rolf Harris, australischer Musiker, Maler und Fernsehunterhalter († 2023)

### April
- 02. April: Sue Graham Mingus, US-amerikanische Autorin und Musikproduzentin († 2022)

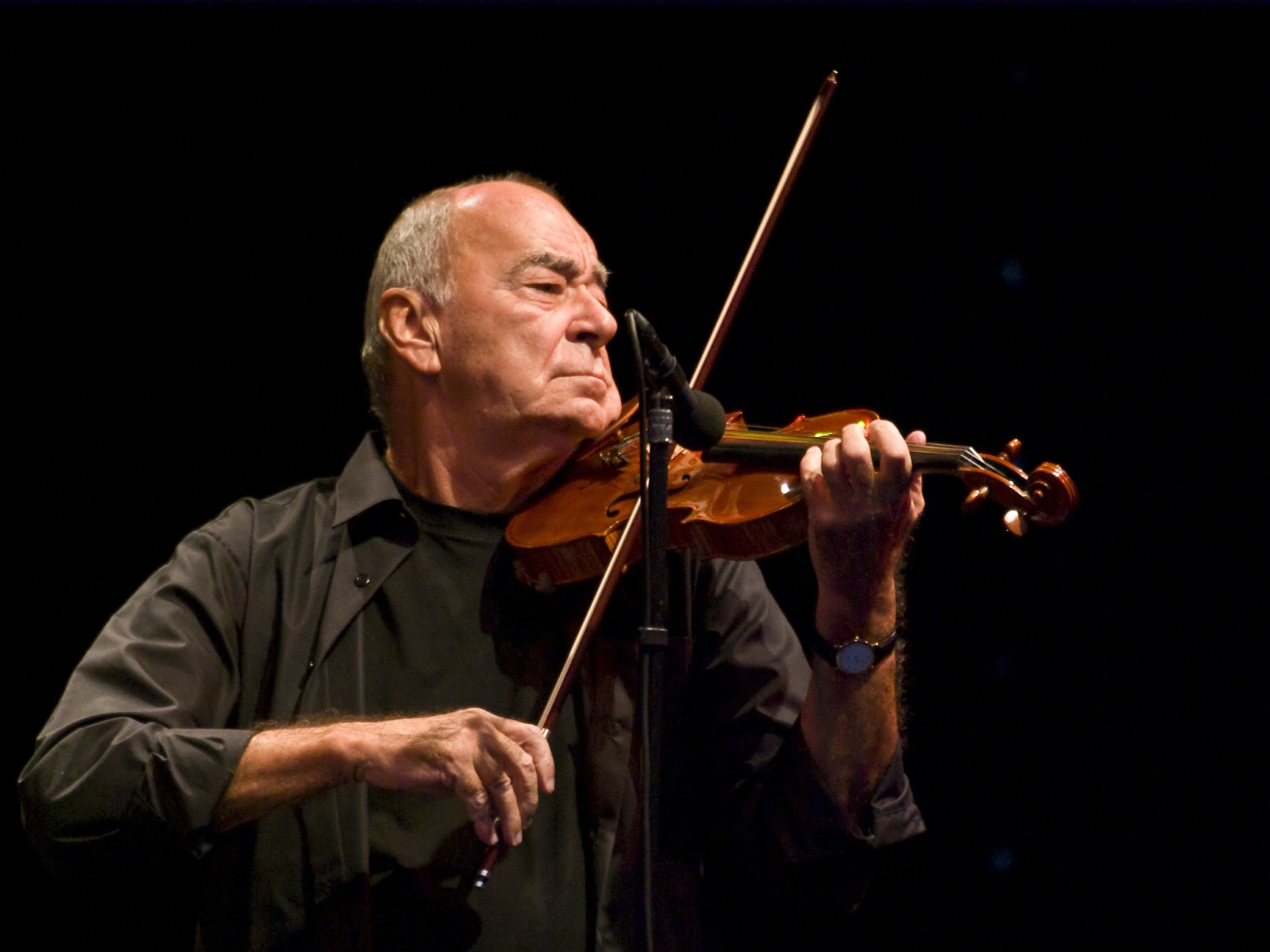
Toni Stricker; * 4. April

- 04. April: Toni Stricker, österreichischer Komponist und Geiger († 2022)
- 05. April: Nabil Totah, Jazzbassist palästinensischer Herkunft († 2012)
- 09. April: Patricia Elliott, kanadische Pianistin und Musikpädagogin († 2012)
- 10. April: Gustav Ciamaga, kanadischer Komponist († 2011)
- 14. April: Tom Overton, US-amerikanischer Tontechniker († 1988)
- 15. April: Richard Davis, US-amerikanischer Jazz-Bassist († 2023)
- 15. April: Sy Johnson, US-amerikanischer Pianist und Arrangeur des Modern Jazz († 2022)
- 15. April: Herb Pomeroy, US-amerikanischer Jazz-Trompeter († 2007)
- 16. April: Herbie Mann, US-amerikanischer Jazzflötist († 2003)
- 17. April: Günther Andergassen, Tiroler Komponist und Untergrundkämpfer († 2016)

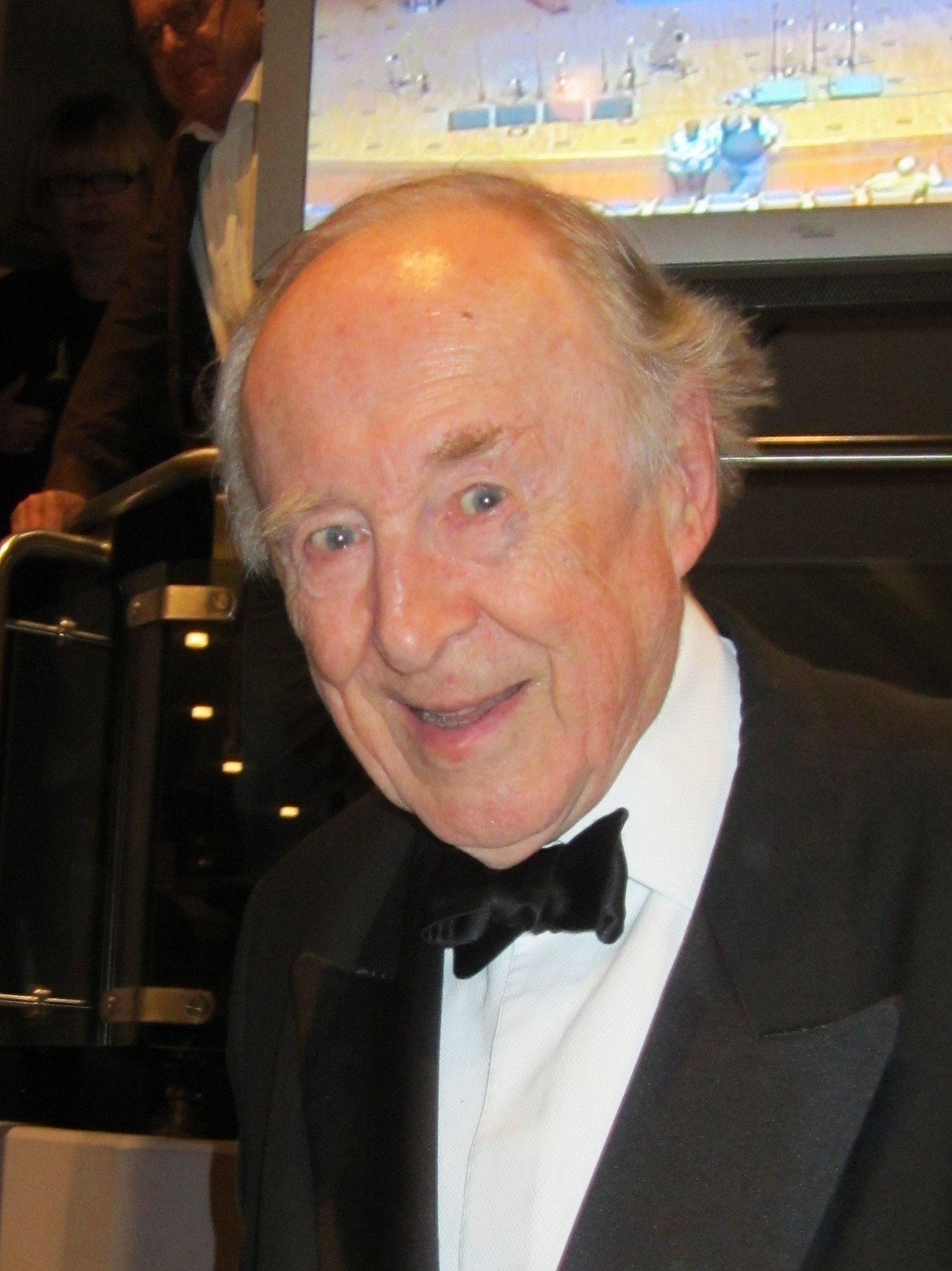
Chris Barber; * 17. April

- 17. April: Chris Barber, britischer Posaunist und Jazz-Bandleader († 2021)
- 17. April: Hugo Dudli, Schweizer Komponist und Dirigent († 2004)
- 17. April: Al Schmitt, US-amerikanischer Tontechniker und Musikproduzent († 2021)
- 18. April: Jean Guillou, französischer Komponist, Organist und Pianist († 2019)
- 22. April: Alice Darr, US-amerikanische Jazzmusikerin und Songwriterin († 2024)
- 23. April: Mikkel Flagstad, norwegischer Jazzsaxophonist und -klarinettist († 2005)
- 26. April: Martin Gotthard Schneider, deutscher Kirchenmusiker, Kirchenmusikdirektor und Landeskantor († 2017)
- 27. April: Wanja Lasarowa, mazedonische Volksmusiksängerin († 2017)
- 28. April: Michael Hauser, dänischer Musikethnologe († 2016)
- 29. April: Joe Porcaro, US-amerikanischer Jazz-Schlagzeuger, Perkussionist und Schlagzeuglehrer († 2020)

### Mai
- 01. Mai: Little Walter, US-amerikanischer Bluesmusiker († 1968)
- 03. Mai: Bob Havens, US-amerikanischer Jazzmusiker
- 06. Mai: Kjell Bækkelund, norwegischer Pianist († 2004)
- 06. Mai: Philippe Beaussant, französischer Musikwissenschaftler und Schriftsteller († 2016)

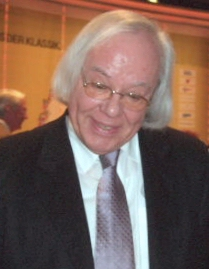
Karl-Heinz Kämmerling; * 6. Mai

- 06. Mai: Karl-Heinz Kämmerling, deutscher Professor für Klavier († 2012)
- 08. Mai: Peter Brenner, deutscher Theaterintendant, Opernregisseur und -übersetzer († 2024)
- 08. Mai: Richard Hunt, britisch-kanadischer Pianist, Komponist, Arrangeur und Musikpädagoge († 2011)
- 08. Mai: Vytautas Laurušas, litauischer Komponist († 2019)
- 09. Mai: Claude Sylvain, französische Schauspielerin und Sängerin († 2005)
- 11. Mai: Xiomara Alfaro, kubanische Sängerin († 2018)
- 11. Mai: Dejan Despić, jugoslawischer bzw. serbischer Komponist, Autor, Musiktheoretiker und Pädagoge († 2024)
- 11. Mai: Gerd Starke, deutscher Klarinettist und Hochschullehrer († 2019)
- 14. Mai: Władysław Słowiński, polnischer Komponist und Dirigent († 2024)
- 15. Mai: Wilhelm Behrens, deutscher Pianist und Hochschullehrer († 2000)
- 16. Mai: Horst Ebenhöh, österreichischer Komponist und Musikerzieher († 2022)
- 16. Mai: Friedrich Gulda, österreichischer Pianist und Komponist († 2000)
- 18. Mai: Heribert Glassl, deutscher Tubist, Cellist und Instrumentenbauer († 2009)
- 20. Mai: Theo Peer, österreichischer Pianist, ORF-Redakteur und Kabarettist († 2023)
- 21. Mai: Peter Dannenberg, deutscher Musikkritiker, -schriftsteller und Intendant († 2015)
- 22. Mai: Kenny Ball, britischer Trompeter und Bandleader († 2013)
- 22. Mai: Myriam von Schrebler, chilenische Sängerin († 2006)
- 24. Mai: Hans-Martin Linde, deutscher Blockflötenspieler
- 26. Mai: Sivuca, brasilianischer Akkordeonspieler († 2006)
- 27. Mai: Jürgen Eppelsheim, deutscher Musikwissenschaftler († 2024)
- 27. Mai: Eino Tamberg, estnischer Komponist († 2010)
- 30. Mai: Dave McKenna, US-amerikanischer Jazzpianist († 2008)
- 30. Mai: Manus Sasonkin, US-amerikanischer Komponist, Cembalist, Pianist, Dirigent, Musikwissenschaftler und -pädagoge († 1992)
- 31. Mai. Clint Eastwood, US-amerikanischer Produzent, Filmregisseur, Filmkomponist, Sänger und Schauspieler

### Juni
- 01. Juni: Erich Bergel, rumänisch-deutscher Dirigent († 1998)
- 05. Juni: Ace Tesone, US-amerikanischer Jazzmusiker († 2020)
- 08. Juni: Héctor Zaraspe, argentinischer Balletttänzer, Choreograph und Ballettlehrer († 2023)

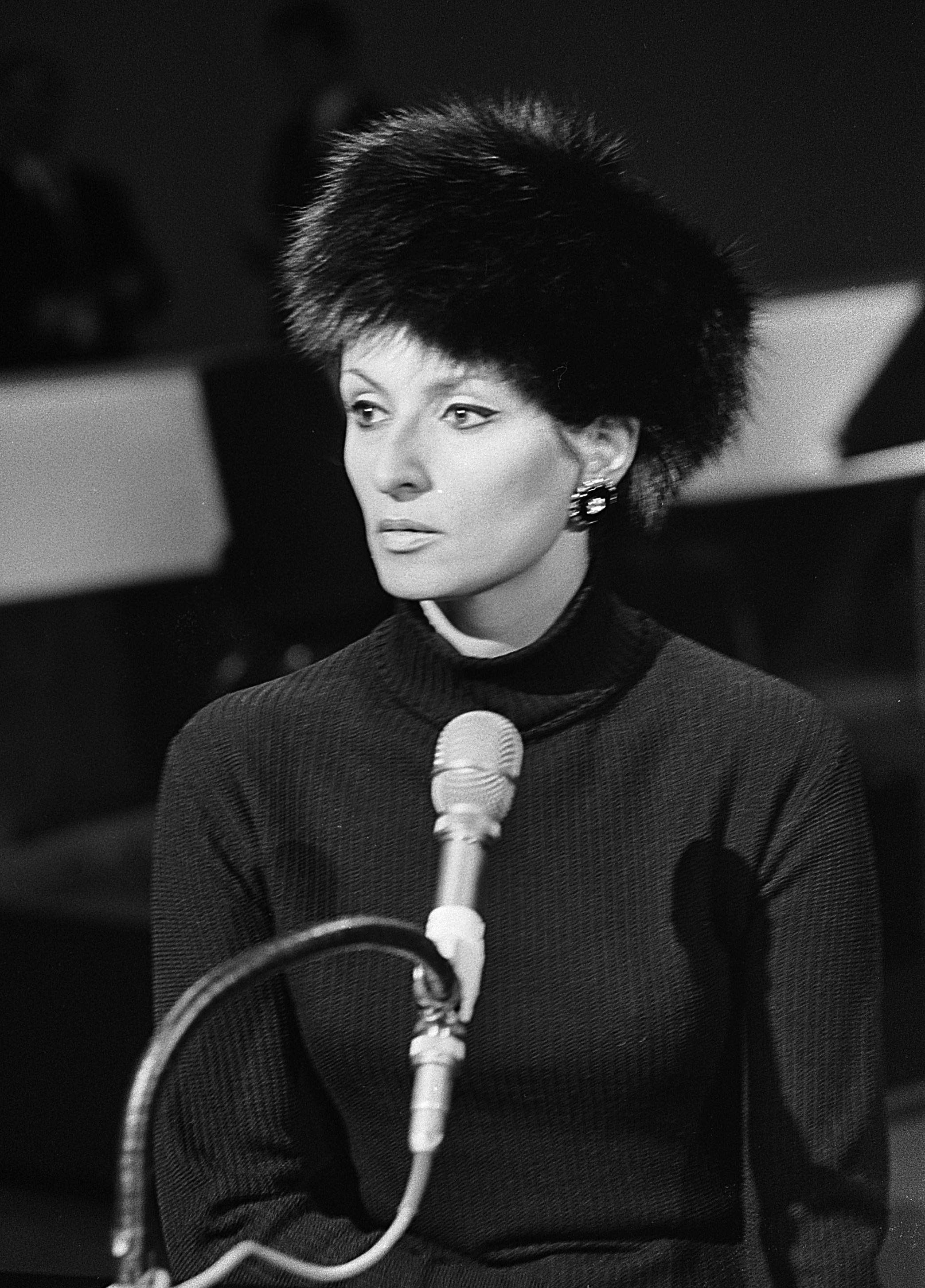
Barbara; * 9. Juni

- 09. Juni: Barbara, französische Chanson-Sängerin und -Komponistin († 1997)
- 09. Juni: Wolfgang Gabriel, österreichischer Komponist, Dirigent und Musikpädagoge († 2024)
- 09. Juni: Winfried Höntsch, deutscher Musikwissenschaftler und Intendant († 2022)
- 10. Juni: Dick Kaart, niederländischer Jazzmusiker († 1985)
- 12. Juni: Jim Nabors, US-amerikanischer Schauspieler, Sänger und Komiker († 2017)
- 14. Juni: Michel Attenoux, französischer Musiker († 1988)
- 14. Juni: Mouse Bonati, US-amerikanischer Jazzmusiker († 1983)
- 14. Juni: Josef Ceremuga, tschechischer Komponist und Musikpädagoge († 2005)
- 15. Juni: Imre Fábián, ungarischer Musikhistoriker, Musikkritiker und Opernforscher († 2002)
- 17. Juni: Romuald Twardowski, polnischer Komponist und Pädagoge († 2024)
- 21. Juni: Luis Stazo, argentinischer Bandoneonspieler, Bandleader, Arrangeur und Komponist († 2016)
- 23. Juni: Elza Soares, brasilianische Samba-Sängerin († 2022)
- 26. Juni: Ben Speer, US-amerikanischer Sänger des Southern Gospel († 2017)
- 27. Juni: Jack Emblow, britischer Akkordeonist
- 28. Juni: Nikolai Nikolajewitsch Karetnikow, sowjetisch-russischer Komponist der Nachkriegsavantgarde († 1994)
- 28. Juni: Winnifred Sim, kanadische Organistin, Pianistin und Musikpädagogin († 2024)
- 28. Juni: Kenneth Wannberg, US-amerikanischer Komponist, Dirigent und Tontechniker († 2022)
- 29. Juni: Pavol Šimai, slowakisch-schwedischer Pianist und Komponist († 2020)
- 30. Juni: Tata Güines, kubanischer Perkussionist, Bandleader, Komponist und Arrangeur († 2008)

### Juli

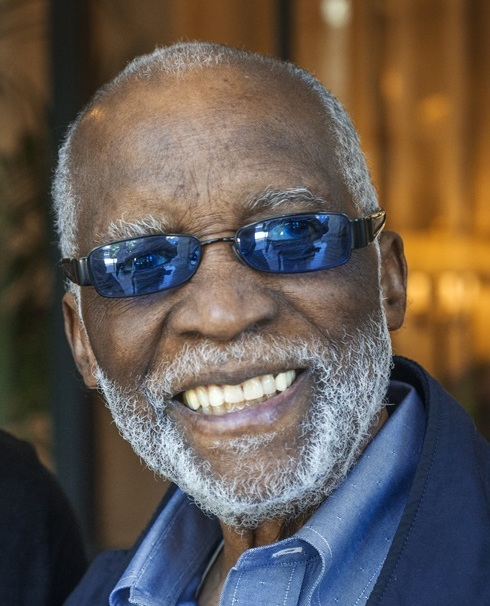
Ahmad Jamal; * 2. Juli

- 02. Juli: Ahmad Jamal, afroamerikanischer Jazzpianist und Komponist († 2023)
- 02. Juli: Gilberto Monroig, puerto-ricanischer Sänger († 1996)
- 03. Juli: Ron Collier, kanadischer Jazzposaunist, Komponist und Arrangeur († 2003)
- 03. Juli: Carlos Kleiber, österreichischer Dirigent († 2004)
- 04. Juli: Fernando García, chilenischer Komponist
- 08. Juli: Antoine Bourseiller, französischer Regisseur und Schauspieler († 2013)
- 08. Juli: Earl Van Dyke, US-amerikanischer Multi-Instrumentalist († 1992)
- 10. Juli: Jacques Klein, brasilianischer Komponist († 1982)
- 10. Juli: Josephine Veasey, britische Opernsängerin (Mezzosopran) († 2022)
- 13. Juli: Naomi Schemer, israelische Sängerin und Autorin († 2004)
- 14. Juli: Werner Van Cleemput, belgischer Komponist und Musiker († 2006)
- 17. Juli: Jimmy Ellis, US-amerikanischer Jazzmusiker († 2021)
- 17. Juli: Ryōhei Hirose, japanischer Komponist († 2008)
- 18. Juli: Stefan Kamasa, polnischer Bratschist und Musikpädagoge
- 18. Juli: Siegfried Kurz, deutscher Dirigent und Komponist († 2023)
- 21. Juli: Lucia Haselböck, österreichische Musikwissenschaftlerin
- 24. Juli: Predrag Ivanović, jugoslawischer bzw. serbischer Jazz- und Unterhaltungsmusiker († 2010)
- 27. Juli: Einar Iversen, norwegischer Jazzpianist († 2019)
- 27. Juli: Andy White, britischer Schlagzeuger († 2015)
- 29. Juli: Jim Stewart, US-amerikanischer Rhythm-and-Blues-Produzent, Mitgründer und Labelchef von Stax Records († 2022)
- 31. Juli: Pedro Lavirgen, spanischer Opernsänger († 2023)

### August
- 01. August: Lionel Bart, britischer Musical-Komponist († 1999)
- 05. August: Erich Penzel, deutscher Hornist
- 05. August: Joan Weldon, US-amerikanische Schauspielerin und Sängerin († 2021)

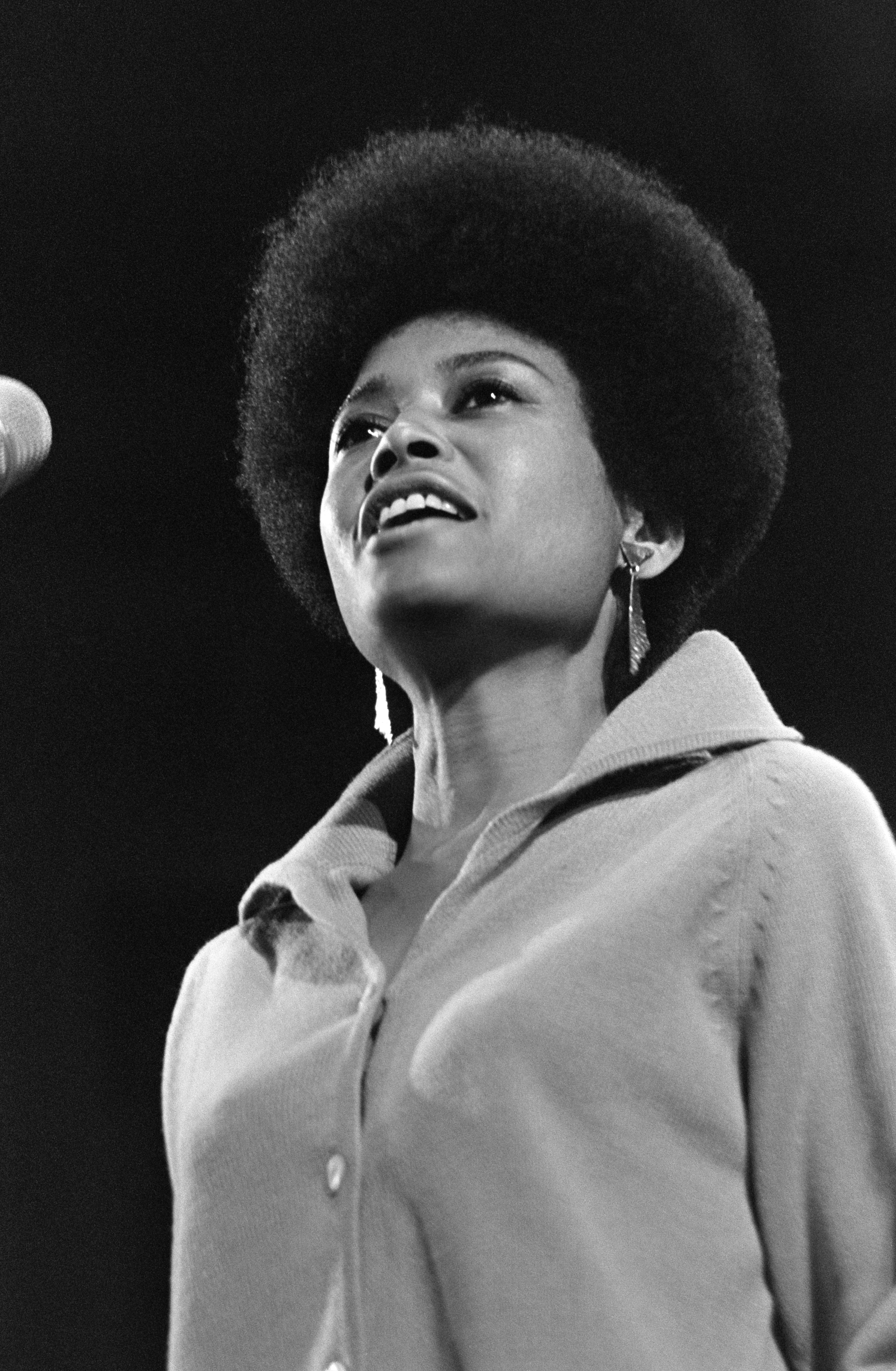
Abbey Lincoln; * 6. August

- 06. August: Abbey Lincoln, US-amerikanische Jazz-Sängerin († 2010)
- 09. August: Roman Berger, slowakischer Komponist, Musikpädagoge und -wissenschaftler († 2020)
- 10. August: Jacques Calonne, belgischer Komponist und Maler († 2022)
- 11. August: Heinz Werner Zimmermann, deutscher Komponist († 2022)
- 13. August: Margarethe Bence, US-amerikanische Opern- und Konzertsängerin († 1992)
- 14. August: Frank DeVito, US-amerikanischer Jazzmusiker (Schlagzeug)
- 14. August: Ary Lobo, brasilianischer Musiker (Gesang, Komposition) († 1980)
- 15. August: Munawar Ali Khan, indischer klassischer Sänger († 1989)
- 16. August: Simha Arom, französisch-israelischer Musikethnologe
- 16. August: Flor Silvestre, mexikanische Sängerin und Schauspielerin († 2020)
- 18. August: Vladimir Kandel, dänischer Musiker und Schauspieler († 2006)
- 18. August: Jesse Pearson, US-amerikanischer Sänger, Schauspieler, Drehbuchautor († 1979)
- 20. August: Mario Bernardi, kanadischer Dirigent und Pianist († 2013)
- 22. August: Reinhard Ohse, deutscher Kirchenmusiker und Komponist († 2022)
- 25. August: Rainer Zepperitz, deutscher Kontrabassist († 2009)
- 28. August: Günter Ludwig, deutscher Pianist († 2022)
- 30. August: Ernie Ball, US-amerikanischer Musiker und Hersteller von Saiten für Musikinstrumente († 2004)
- 30. August: Maffy Falay, türkischer Jazzmusiker († 2022)
- 30. August: Louis Sacchini, US-amerikanischer Klarinettist und Musikpädagoge

### September
- 01. September: Dick Raaijmakers, niederländischer Komponist, Performance- und Installationskünstler († 2013)
- 06. September: Daniele Barioni, italienischer Opernsänger (Bariton/Tenor) († 2022)

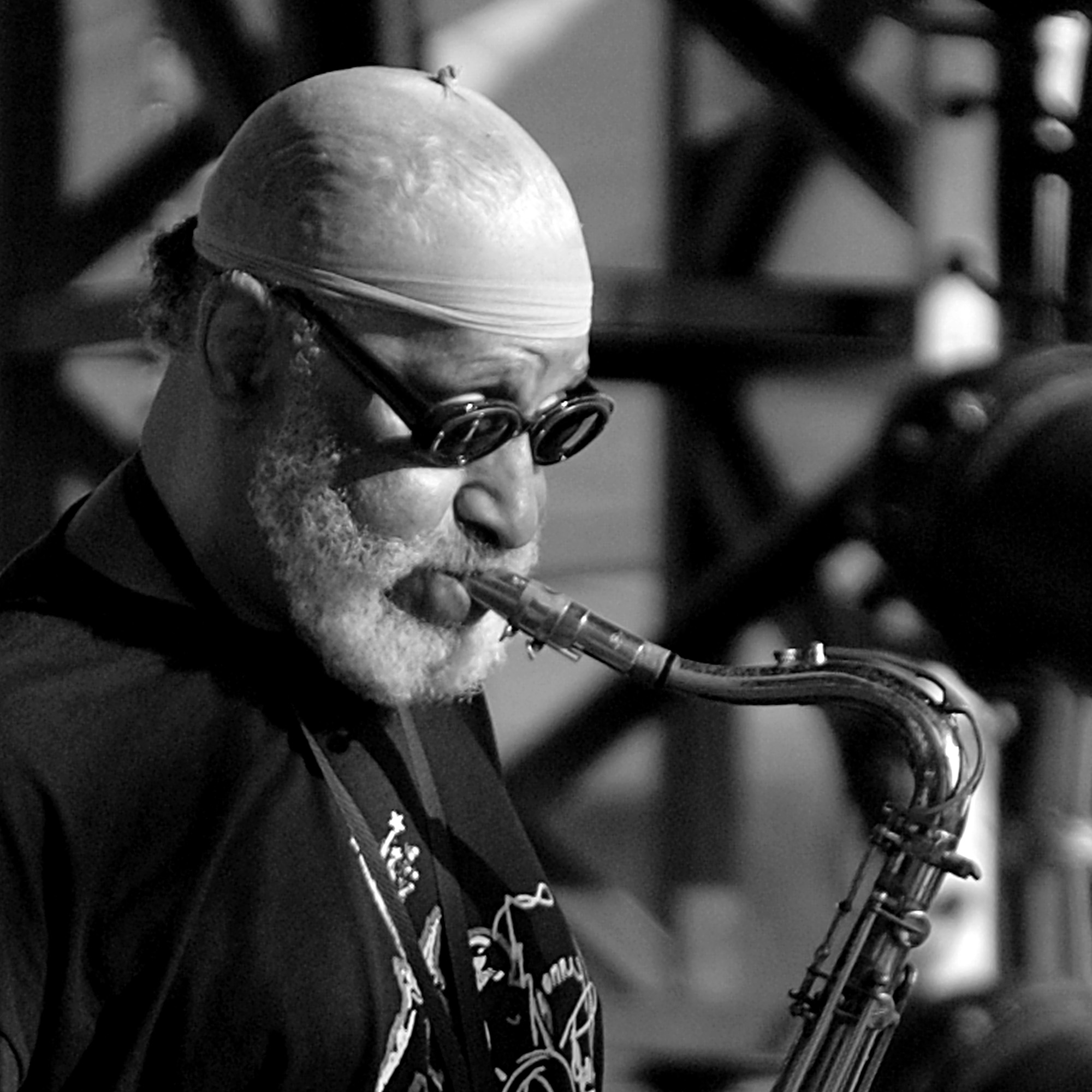
Sonny Rollins; * 7. September

- 07. September: Sonny Rollins, US-amerikanischer Tenorsaxophonist
- 12. September: Larry Austin, US-amerikanischer Komponist, Dirigent und Musikwissenschaftler († 2018)
- 12. September: Mario Sicca, italienischer Gitarrist († 2023)
- 14. September: Hans Aregger, Schweizer Komponist, Kapellmeister, Klarinettist und Saxophonist
- 17. September: Lalgudi Jayaraman, indischer Geiger, Sänger und Komponist der Karnatischen Musik († 2013)
- 17. September: Wolfgang Kubach, deutscher Schlagersänger, Schauspieler und Stimmenimitator († 2022)
- 19. September: Muhal Richard Abrams, US-amerikanischer Jazzmusiker und Komponist († 2017)
- 20. September: Eddie Bo, US-amerikanischer Musiker († 2009)
- 22. September: Roger Hannay, US-amerikanischer Komponist und Musikpädagoge († 2006)
- 22. September: Joni James, US-amerikanische Pop-Sängerin († 2022)

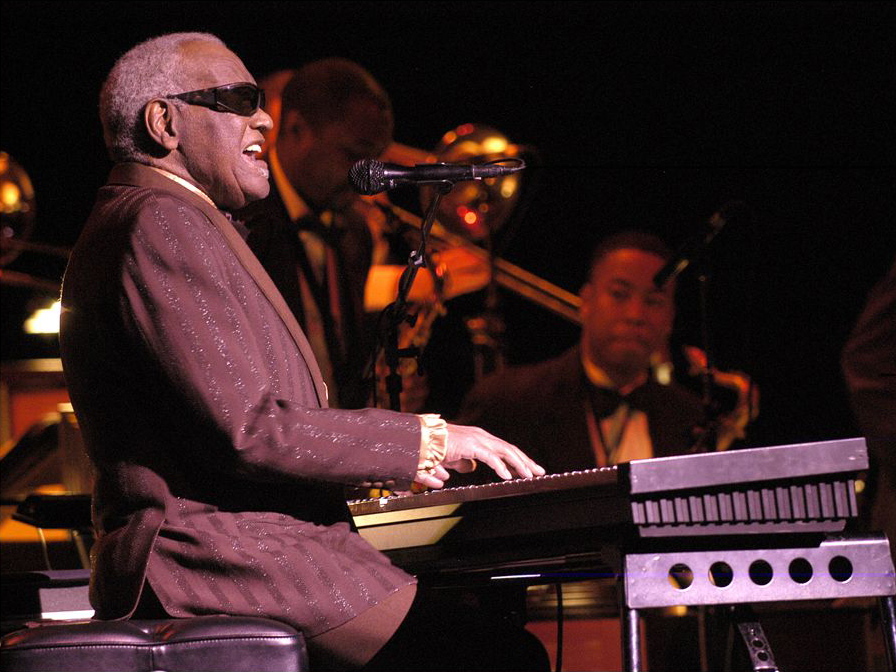
Ray Charles; * 23. September

- 23. September: Ray Charles, US-amerikanischer Bluesmusiker, Blues- und Jazz-Musiker († 2004)
- 23. September: Gerardo Guevara, ecuadorianischer Komponist († 2024)
- 24. September: Jörg Maria Berg, österreichischer Schlagersänger und Schauspieler († 2025)
- 26. September: Alice Harnoncourt, österreichische Violinistin († 2022)
- 26. September: Peter Steffen, deutscher Schlagersänger († 2012)
- 26. September: Fritz Wunderlich, deutscher Sänger († 1966)
- 27. September: Igor Kipnis, US-amerikanischer Cembalist († 2002)
- 30. September: Vitín Avilés, puerto-ricanischer Sänger († 2004)
- 30. September: John Moriarty, US-amerikanischer Dirigent und Opernregisseur († 2022)

### Oktober
- 01. Oktober: Richard Harris, irischer Schauspieler und Sänger († 2002)

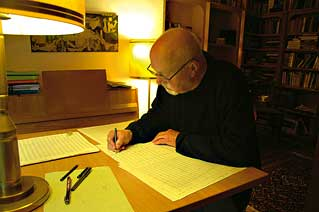
Günter Kochan; * 2. Oktober

- 02. Oktober: Günter Kochan, deutscher Komponist († 2009)
- 04. Oktober: József Soproni, ungarischer Komponist († 2021)
- 05. Oktober: Raymond Guiot, französischer Flötist († 2025)
- 05. Oktober: Seán Potts, irischer Flötenspieler († 2014)
- 05. Oktober: Arlene Saunders, US-amerikanische Opernsängerin († 2020)
- 06. Oktober: Giuseppe Agostini, italienischer Organist, Chorleiter und Komponist († 2020)
- 06. Oktober: Ottomar Borwitzky, deutscher Cellist und Musikpädagoge († 2021)
- 08. Oktober: Tōru Takemitsu, japanischer Komponist († 1996)
- 08. Oktober: Pepper Adams, US-amerikanischer Baritonsaxophonist († 1986)
- 12. Oktober: Raoul Pleskow, US-amerikanischer Komponist und Musikpädagoge († 2022)
- 12. Oktober: Alicia Urreta, mexikanische Komponistin († 1986)
- 15. Oktober: Heinz-Albert Heindrichs, deutscher Komponist, Lyriker, Maler und Märchenforscher († 2021)
- 16. Oktober: Alberto Rivas, argentinischer Tangosänger († 1992)
- 17. Oktober: Betty-Jean Hagen, kanadische Geigerin und Musikpädagogin († 2016)
- 17. Oktober: Roger Pemberton, US-amerikanischer Jazzmusiker († 2021)
- 20. Oktober: Carlos Díaz, kubanischer Sänger († 2002)
- 22. Oktober: José Guardiola, katalanischer Musiker und Sänger († 2012)
- 23. Oktober: Boozoo Chavis, US-amerikanischer Musiker († 2001)
- 24. Oktober: The Big Bopper, US-amerikanischer Rock’n’Roll-Musiker († 1959)
- 24. Oktober: Tony Carr, britischer Schlagzeuger und Perkussionist
- 26. Oktober: Wilfried Emmert, deutscher Dirigent und Generalmusikdirektor († 2023)
- 27. Oktober: Clarence Myerscough, britischer Geiger und Musikpädagoge († 2000)
- 28. Oktober: Franco Migliacci, italienischer Liedtexter, Musikproduzent und Schauspieler sowie Illustrator († 2023)
- 29. Oktober: Omara Portuondo, kubanische Musikerin

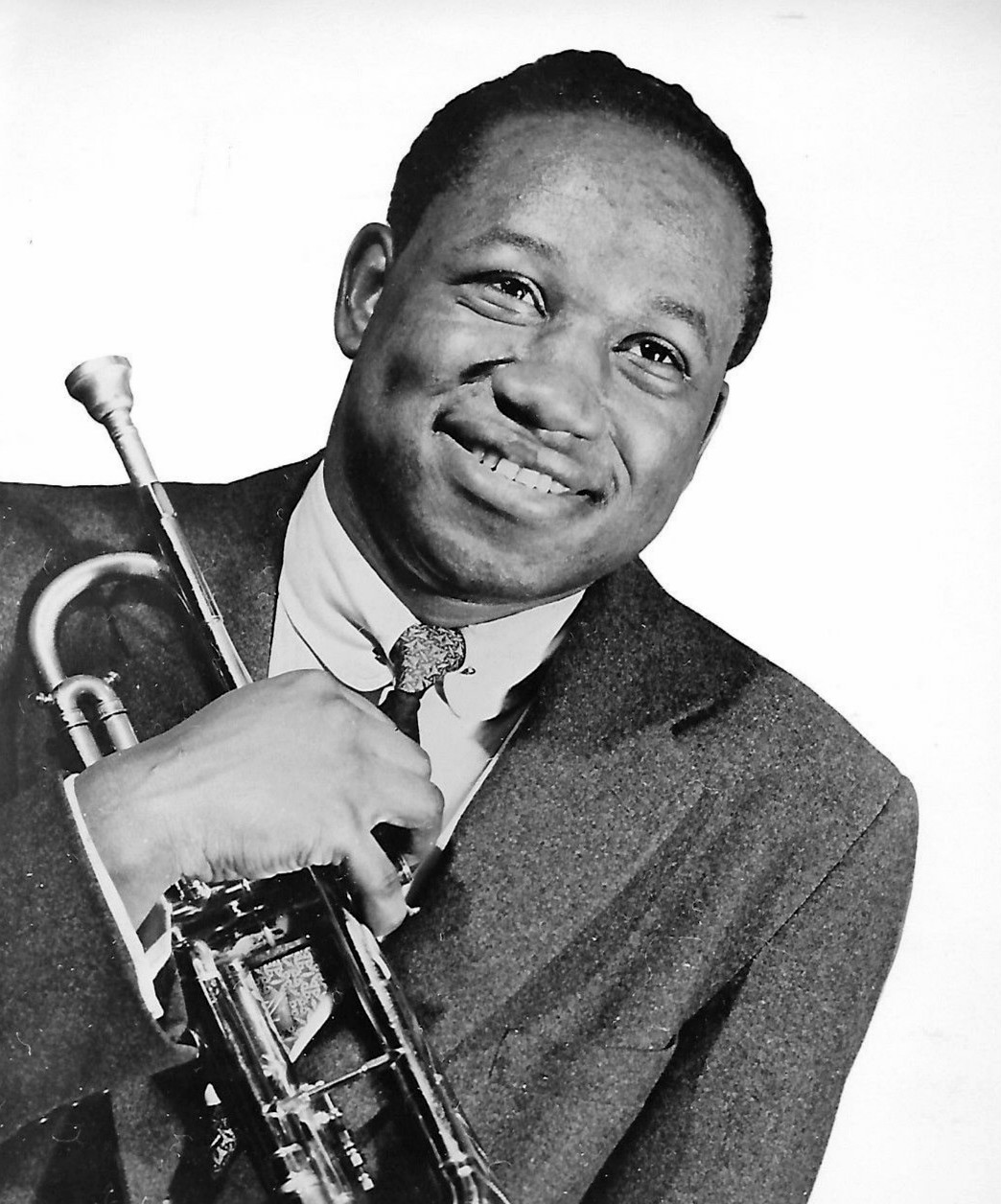
Clifford Brown; * 30. Oktober

- 30. Oktober: Clifford Brown, US-amerikanischer Jazztrompeter († 1956)
- 30. Oktober: Gerti Möller, deutsche Schlager- und Chansonsängerin
- 31. Oktober: Booker Ervin, US-amerikanischer Jazz-Saxophonist († 1970)

### November
- 01. November: Earl Aycock, US-amerikanischer Country- und Rockabilly-Musiker († 2001)
- 01. November: Ulrich Siegele, deutscher Musikwissenschaftler und Hochschullehrer († 2025)
- 03. November: Mable John, US-amerikanische Rhythm-&-Blues- und Gospel-Sängerin († 2022)
- 03. November: William MacSems, US-amerikanischer Komponist, Dirigent und Musikpädagoge († 2024)
- 04. November: Lore Krainer, österreichische Kabarettistin und Chansonsängerin († 2020)
- 07. November: Ruth Lomon, kanadische Komponistin und Pianistin († 2017)
- 08. November: Jewgeni Malinin, russischer Dirigent, Musikpädagoge und Geiger († 2001)
- 11. November: Hank Garland, US-amerikanischer Gitarrist († 2004)
- 11. November: Arnold Soboloff, US-amerikanischer Schauspieler, Sänger und Tänzer († 1979)
- 12. November: Ève Gagnier, kanadische Sopranistin und Schauspielerin († 1984)
- 12. November: Dan Patiris, US-amerikanischer Studio- und Jazzmusiker († 2022)
- 14. November: Peter Katin, britischer Pianist und Musikpädagoge († 2015)

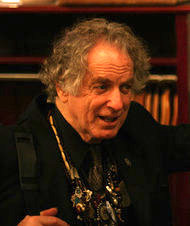
David Amram; * 17. November

- 17. November: Dave Amram, US-amerikanischer Jazzmusiker und Komponist
- 17. November: Joan Maxwell, kanadische Sängerin und Musikpädagogin († 2000)
- 18. November: Jerzy Artysz, polnischer Sänger († 2024)
- 18. November: Gregor Strniša, jugoslawischer Lyriker, Dramatiker und Songwriter slowenischer Sprache († 1987)
- 20. November: Ayten Alpman, türkische Jazz- und Popsängerin († 2012)
- 21. November: Bernard Lagacé, kanadischer Organist, Cembalist und Musikpädagoge († 2025)
- 22. November: Peter Hurford, britischer Organist und Komponist († 2019)
- 23. November: Geeta Dutt, indische Sängerin († 1972)
- 26. November: Michael Graubart, britischer Komponist, Flötist und Musikpädagoge († 2024)

### Dezember
- 01. Dezember: Matt Monro, britischer Sänger († 1985)
- 04. Dezember: Paul-Heinz Dittrich, deutscher Komponist († 2020)

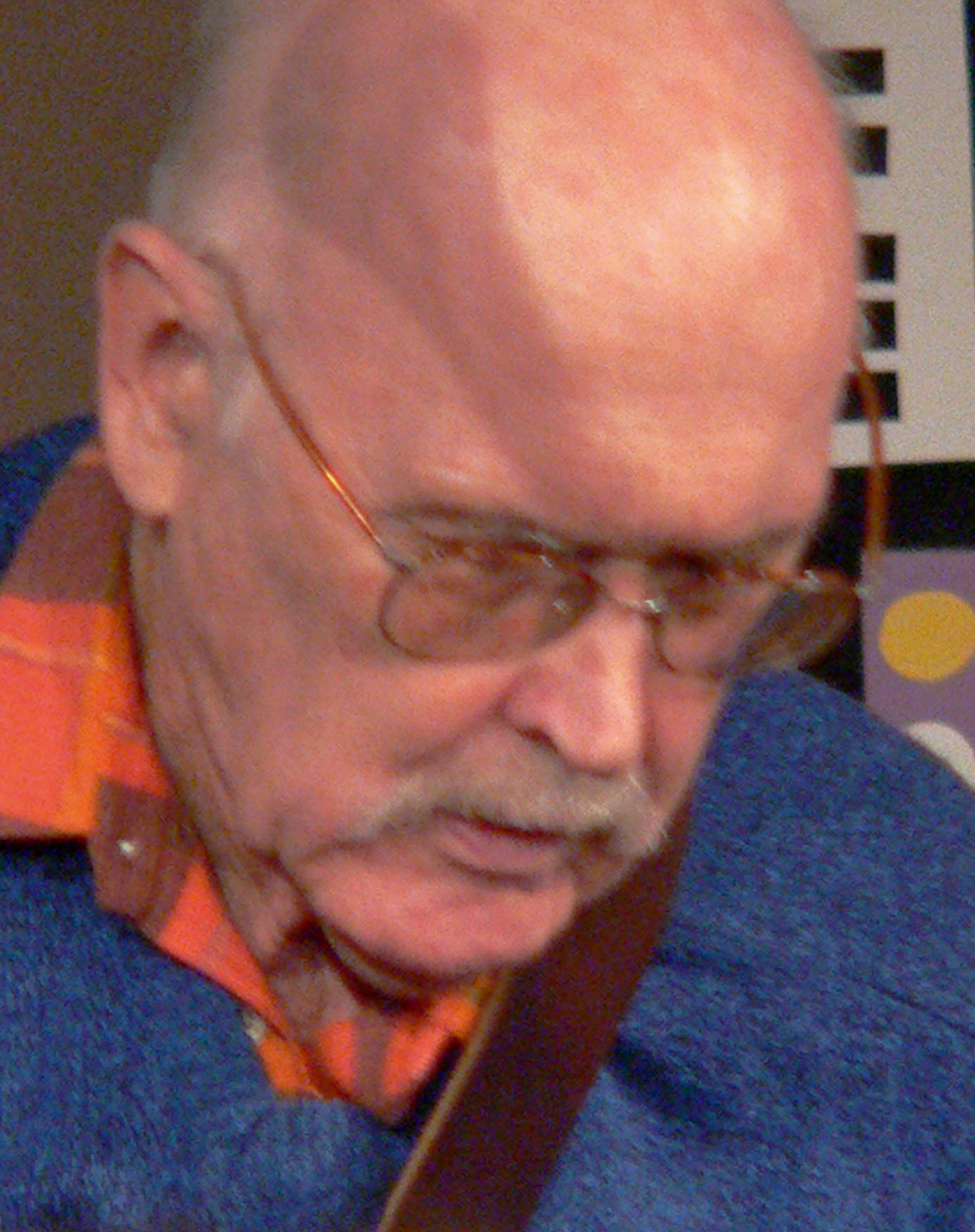
Jim Hall; * 4. Dezember

- 04. Dezember: Jim Hall, US-amerikanischer Jazzgitarrist und Komponist († 2013)
- 07. Dezember: Lupe Serrano, chilenische Balletttänzerin († 2023)
- 08. Dezember: Bernard William Gobin, US-amerikanischer Bildhauer, Fischer, Musiker und politischer Führer der Tulalip-Stämme († 2009)
- 12. Dezember: Saša Večtomov, tschechischer Cellist († 1989)

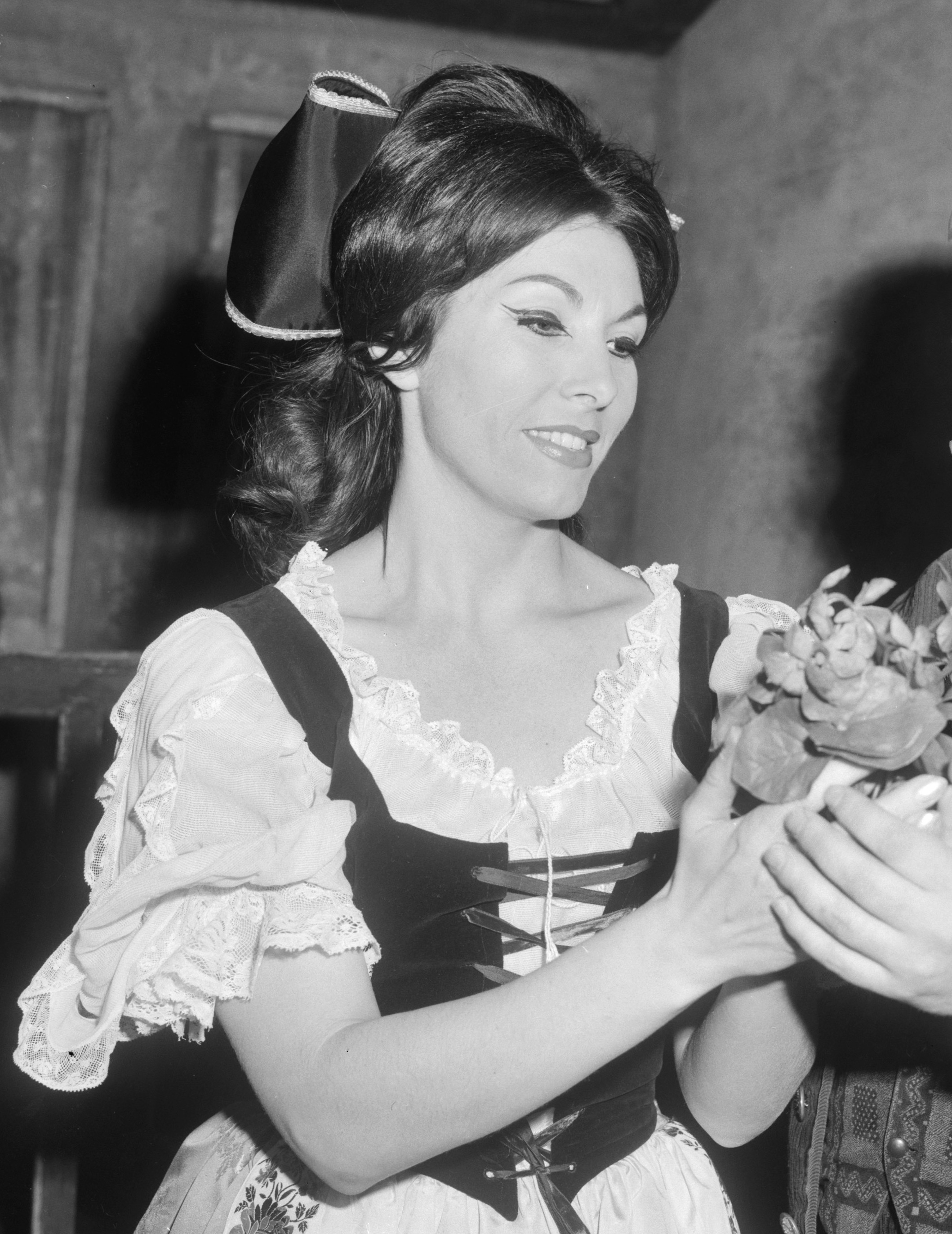
Rosanna Carteri; * 14. Dezember

- 14. Dezember: Rosanna Carteri, italienische Opernsängerin († 2020)
- 14. Dezember: Jet Dubbeldam, niederländische Organistin und Musikpädagogin († 2018)
- 14. Dezember: Frank Preuss, kolumbianischer Geiger und Musikpädagoge deutscher Herkunft († 2021)
- 15. Dezember: Nodar Mamissaschwili, georgisch-sowjetischer Komponist, Musiktheoretiker und Hochschullehrer († 2022)
- 16. Dezember: Benjamin Harkarvy, US-amerikanischer Tanzlehrer, Ballettmeister und Choreograph († 2002)
- 16. Dezember: Sam Most, US-amerikanischer Jazz-Saxophonist und Flötist († 2013)
- 17. Dezember: Makoto Moroi, japanischer Komponist († 2013)
- 17. Dezember: Armin Mueller-Stahl, deutscher Schauspieler, Violinist, Maler und Schriftsteller
- 20. Dezember: Pat Hare, US-amerikanischer Blues-Musiker († 1980)
- 20. Dezember: Valentina Kameníková, ukrainische Pianistin und Musikpädagogin († 1989)
- 25. Dezember: Reinhold Portisch, österreichischer Komponist, Musikpädagoge und Musikmanager († 2002)
- 26. Dezember: Jean Ferrat, französischer Sänger und Komponist († 2010)
- 27. Dezember: Jacqueline Fontyn, belgische Komponistin und Professorin
- 27. Dezember: William H. Hill, US-amerikanischer Komponist und Musikpädagoge († 2000)
- 27. Dezember: Bob Stroger, US-amerikanischer Bluesmusiker
- 28. Dezember: Franzl Lang, deutscher Sänger, Jodler, Gitarrist und Akkordeonspieler († 2015)
- 28. Dezember: Ed Thigpen, US-amerikanischer Jazz-Schlagzeugspieler († 2010)
- 30. Dezember: Nancy Van de Vate, US-amerikanische Komponistin († 2023)
- 30. Dezember: Əbülfət Əliyev, aserbaidschanischer Mugham- und Opernsänger († 1990)
- 31. Dezember: Elba Berón, argentinische Tangosängerin († 1994)

### Genaues Geburtsdatum unbekannt
- Charles Austin, US-amerikanischer Multi-Instrumentalist († 2024)
- Ernie Barton, US-amerikanischer Rockabilly- und Rock-’n’-Roll-Musiker, Produzent und Songschreiber
- Peggy Brown, deutsche Schlagersängerin
- Julito Deschamps, dominikanischer Sänger, Pianist und Gitarrist († 1985)
- Jeannie Hoffman, US-amerikanische Jazzmusikerin (Piano, Gesang, Komposition) († 2008)
- Harold Lieberman, US-amerikanischer Musiker († 2020)
- Fereydun Naserin, iranischer Komponist und Dirigent
- Didi Pattirane, indonesischer Jazzmusiker (Gitarre) († 2021)
- Kurt Petermann, deutscher Musik- und Tanzwissenschaftler († 1984)
- André Saint-Cyr, kanadischer Benediktinermönch und Chorleiter
- Harry Stoneham, britischer Musiker († 2018)
- Dieter Weidenfeld, deutscher Musikmanager und Medienberater

### Geboren um 1930
- William Cochran, US-amerikanischer Jazz- und R&B-Musiker

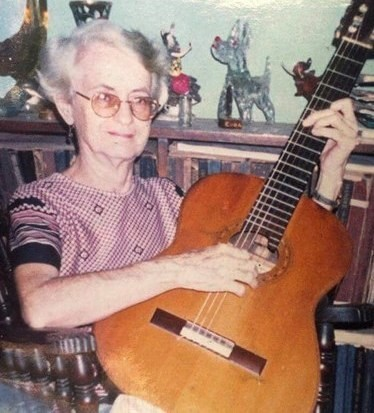
Marta Cuervo; * um 1930

- Marta Cuervo, kubanische klassische Gitarristin und Musikpädagogin († 2011)
- Didi Pattirane, indonesischer Jazz- und Unterhaltungsmusiker († 2021)
- Peter Alexander Stadtmüller, deutscher Kirchenmusiker
- Gus Wallez, französischer Jazzmusiker (Schlagzeuger)

## Gestorben

### Januar bis Juni
- 01. Januar: Peter Brynie Lindeman, norwegischer Komponist (* 1858)
- 02. Januar: Therese Malten, deutsche Sängerin (* 1855)
- 24. Januar: Mario Sammarco, italienischer Sänger (* 1868)
- 27. Januar: Jean Huré, französischer Komponist und Organist (* 1877)
- 12. Februar: Eva Dell’Acqua, belgische Sängerin und Komponistin italienischer Herkunft (* 1856)
- 13. Februar: Conrad Ansorge, deutscher Pianist, Komponist und Musikpädagoge (* 1862)
- 21. Februar: George Waring Stebbins, US-amerikanischer Organist und Komponist (* 1869)
- 13. März: Loránd Fráter, ungarischer Liedermacher, Politiker und Husaren-Hauptmann (* 1872)

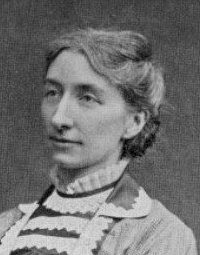
Cosima Wagner; † 1. April

- 01. April: Cosima Wagner, Witwe Richard Wagners und Leiterin der Bayreuther Festspiele (* 1837)

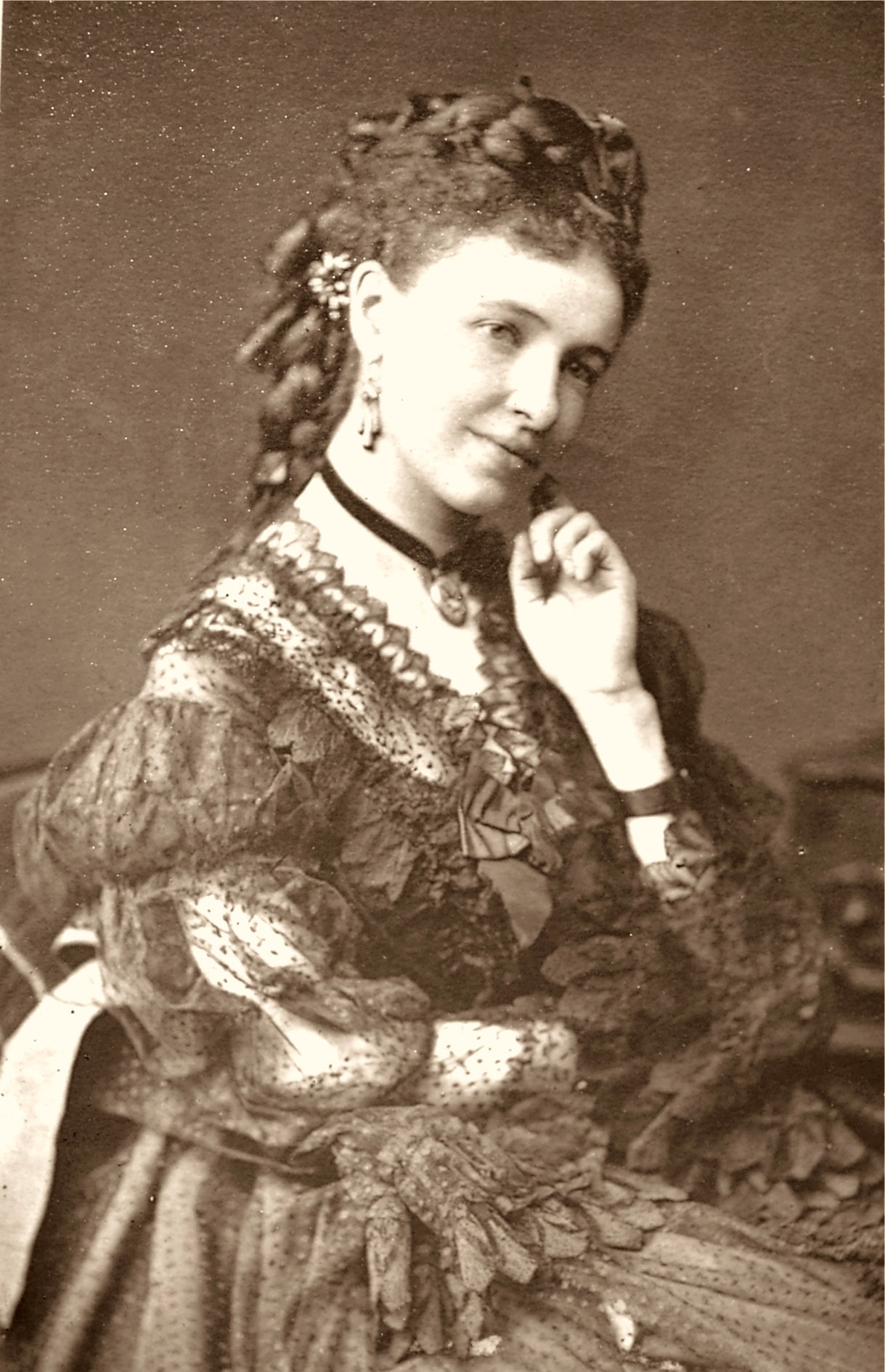
Emma Albani; † 3. April

- 03. April: Emma Albani, kanadische Sängerin (* 1847)
- 03. April: Georg Conrad von der Goltz, preußischer General der Infanterie und Komponist (* 1852)
- 06. April: Hermann Fischer, preußischer Militärmusiker, Trompeter, Orchesterleiter und Komponist (* 1867)
- 26. April: Adolf Stierlin, deutscher Sänger, Komponist und Musikpädagoge (* 1859)
- 01. Mai: Charles Marchand, kanadischer Folksänger (* 1890)
- 08. Mai: Joseph Adamowski, US-amerikanischer Cellist und Musikpädagoge polnischer Herkunft (* 1862)
- 08. Mai: Hjalmar Berwald, schwedischer Pianist, Komponist, Mathematiker und Ingenieur (* 1848)
- 08. Mai: Henning Mankell, schwedischer Komponist (* 1868)
- 09. Mai: Max Gehlsen, deutscher Maler und Musiker (* 1881)
- 22. Mai: Rudolf Löw, Schweizer Musiker und Gymnasiallehrer (* 1864)
- 29. Mai: Tivadar Nachéz, ungarischer Violinist und Komponist (* 1859)
- 20. Juni: Paul Dufault, kanadischer Sänger (* 1872)
- 21. Juni: Leo Feist, US-amerikanischer Musikverleger (* 1869)

### Juli bis Dezember
- 03. Juli: Nap de la Mar, niederländischer Kabarettist und Schauspieler (* 1878)
- 15. Juli: Leopold Auer, ungarischer Violinist, Violinpädagoge und Dirigent (* 1845)
- 29. Juli: Alexander von Fielitz, deutscher Komponist (* 1860)
- 01. August: John Albert Abbey, französischer Orgelbauer (* 1843)

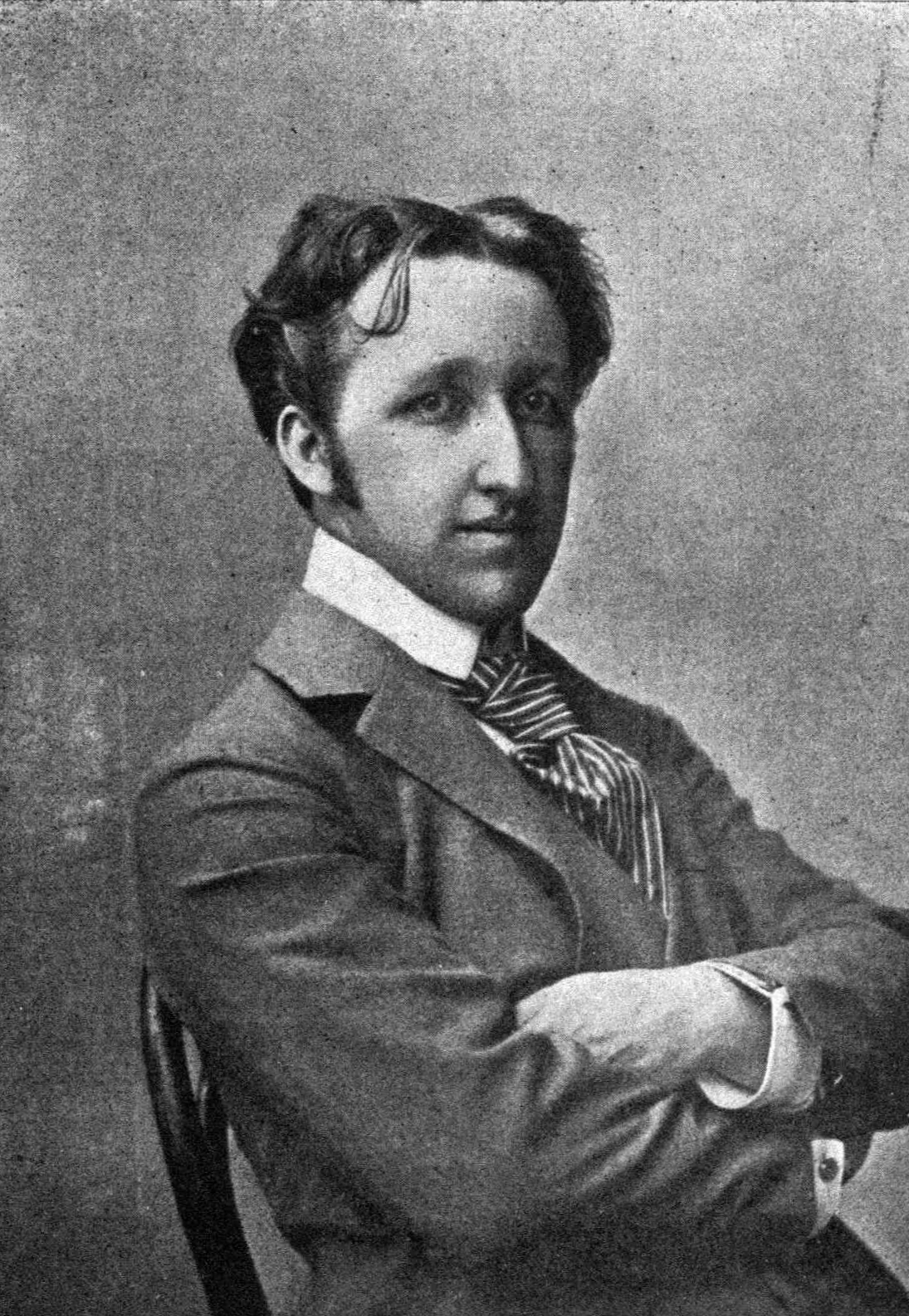
Siegfried Wagner; † 4. August

- 04. August: Siegfried Wagner, deutscher Komponist und Leiter der Bayreuther Festspiele (* 1869)
- 20. August: George John Bennett, britischer Kirchenmusiker (* 1863)
- 13. September: Pepi Litman, österreichische jiddische Sängerin, Schauspielerin und Crossdresserin (* 1874)
- 21. September: Hans Bußmeyer, deutscher Komponist (* 1853)
- 26. September: Hedwig von Friedländer-Abel, österreichische Musikkritikerin und Musikschriftstellerin (* 1870)
- 03. Oktober: Leopold Krenn, österreichischer Schriftsteller, Librettist, Couplettexter, Bühnenautor und Drehbuchautor (* 1850)
- 03. Oktober: Friedrich Ludwig, deutscher Musikhistoriker (* 1872)
- 17. Oktober: Julius Einödshofer, österreichischer Komponist und Kapellmeister (* 1863)
- 05. November: Peter Kreuder, deutscher Opernsänger und Theaterregisseur (* 1870)
- 07. November: Victor Beigel, englischer Pianist und Gesangspädagoge (* 1870)
- 13. November: Léo Sachs, französischer Komponist (* 1856)
- 14. November: Edmund Meisel, deutscher Dirigent, Komponist und Violinist (* 1894)
- 19. November: Gustave Gagnon, kanadischer Organist, Musikpädagoge und Komponist (* 1842)
- 19. Dezember: Josef Schreieck, österreichischer Orgelbauer (* 1867)
- 23. Dezember: Marie Fillunger, österreichische Sängerin (* 1850)
- 24. Dezember: Oskar Nedbal, böhmischer Komponist und Dirigent (* 1874)
- 25. Dezember: Harvey Worthington Loomis, US-amerikanischer Komponist (* 1865)
- 29. Dezember: Oscar Borg, norwegischer Komponist, Dirigent, Organist und Flötist (* 1851)

### Genaues Todesdatum unbekannt
- Josephine Gerwing, deutsche Geigerin (* 1882)
- Hermann Hopf, deutscher Violoncellist und Komponist (* 1871)
- Heinrich Simon, deutscher Musikwissenschaftler, Bibliothekar und Musikschriftsteller (* 1854)